# Nemipterus marginatus
Cá lượng vạch xám (Danh pháp khoa học: Nemipterus marginatus) là một loài cá biển trong họ cá lượng Nemipteridae thuộc bộ cá vược phân bố Perciformes ở vùng biển Ấn Độ Dương, Tây Thái Bình Dương, Ôxtraylia, Andaman, Phillippin, Nhật Bản, Trung Quốc, Việt Nam. Tên thường gọi tiếng Việt Cá Lượng vạch xám. Tên địa phương: Cá lượng, Cá đổng. Tên thường gọi tiếng Anh: Palefinned threadfin bream. Tên gọi tiếng Nhật: Tonkin-itoyori. Đây là loài cá có giá trị kinh tế, mùa vụ khai thác quanh năm, có thể dùng để ăn tươi, phơi khô.

## Đặc điểm
Thân dài, dẹp bên. Chiều dài tiêu chuẩn bằng 3,1-3,6 lần chiều cao thân. Chiều dài mõm hơi lớn hơn đường kính mắt. Kích cỡ khai thác 130–150 mm. Bên thân có các dải màu vàng to, dải thứ nhất từ phía dưới khởi điểm của đường bên đến phần trên cuống đuôi, dải thứ hai chạy từ phía trên gốc vây ngực đến phần dưới cuống đuôi. Có một vết đỏ nằm phía dưới của khởi điểm đường bên. Vây lưng màu trằng, mép vây màu vàng, và có 3 dải màu vàng chạy dọc vây.
Hàm trên có 3-5 đôi răng nanh nhỏ, ở phía trước hàm. Lược mang có 11-15 chiếc. Vây ngực dài, bằng khoảng 0,9-1,3 lần chiều dài đầu. Vây bụng dài, bằng 0,9-1,3 lần chiều dài đầu đạt đến phía sau khởi điểm vây hậu môn. Vây đuôi chia thùy sâu, thùy trên vây đuôi có một sợi kéo dài. Phần lưng màu hồn, phần bụng màu trắng bạc. Đầu có 2 dải màu vàng từ dưới mũi đến mắt và từ khoảng giữa hàm trên đến mắt. Vây đuôi màu hồng, phần giữa đuôi có màu vàng. Vây hậu môn có 2 dải màu vàng chạy dọc thân. 